# Salzgitter-Höhenzug
Der Salzgitter-Höhenzug (auch Salzgitterscher Höhenzug genannt) ist ein bis 322,9 m ü. NHN hohes Hügelland im Niedersächsischen Bergland zwischen Salzgitter und Goslar in den Landkreisen Wolfenbüttel und Goslar und im Gebiet der kreisfreien Stadt Salzgitter im Osten von Niedersachsen. Westlich benachbart liegt in Höhenzugnähe der Landkreis Hildesheim.
Der Begriff Salzgitter-Höhenzug ist ein im nördlichen Harzvorland benutzter Ausdruck, der zwar nicht in den amtlichen Landkarten geführt wird, aber nicht nur in der naturräumlichen Beschreibung des Innersteberglands, sondern im niedersächsischen Verzeichnis der „Historischen Kulturlandschaften“ erscheint.
Der Landeswald des Salzgitter-Höhenzugs wird von mehreren Forstämtern verwaltet, unter anderem der Revierförsterei Salder in Salzgitter-Salder.

## Geographie

### Lage
Der bewaldete Salzgitter-Höhenzug liegt im Nordosten und Osten des Innersteberglands (Nordostteil des Niedersächsischen Berglands) und bildet Abschnitte der Grenze zum östlich angrenzenden Nordteil des Nördlichen Harzvorlands.
Der Salzgitter-Höhenzug erstreckt sich von Baddeckenstedt (im Nordwesten) über Salzgitter (etwa im Norden) und dessen weit zerstreute Ortsteile fast bis nach Goslar am Nordrand des Harzes (im Süden). Er liegt östlich des Tales der Innerste und westlich der Täler von Fuhse und Oker, die beides Zuflüsse der Aller sind. Nördlich schließt sich in der Lebenstedter Börde ein Teil der Braunschweig-Hildesheimer Lößbörde an. In alle sonstigen Richtungen befinden sich unweit andere Erhebungen:
Östlich liegt der Oderwald, südöstlich der Harly-Wald, südlich der Harz, westlich der Hainberg und nordwestlich das Vorholz.

### Naturräumliche Zuordnung
Der Salzgitter-Höhenzug bildet in der naturräumlichen Haupteinheitengruppe Weser-Leine-Bergland (Nr. 37), in der Haupteinheit Innerstebergland (379) und in der Untereinheit Ringelheimer Bergland (379.2) den Naturraum Salzgitter-Höhenzug (379.22).

### Historische Kulturlandschaft
In der niedersächsischen Landschaftsplanung  werden der „Salzgitter-Höhenzug und Lichtenberge“ als historische Kulturlandschaft (Nr. HK74) eingestuft und erhalten dadurch eine besondere Bedeutung und Beobachtung.

### Aufteilung
Der Salzgitter-Höhenzug gliedert sich in vier unbenannte Teile auf – mit Höhe in Meter (m) über Normalhöhennull (NHN):
- Nordwestteil (insbesondere aus den Lichtenbergen bestehend)
(bis 254,2 m; zwischen Holle und Salzgitter-Gebhardshagen)
- Nördlicher Mittelteil
(bis 275,3 m; zwischen Salzgitter-Gebhardshagen und Salzgitter-Bad)
- Südlicher Mittelteil
(bis 307,0 m; zwischen Salzgitter-Bad und Liebenburg)
- Südteil
(bis 322,9 m; zwischen Liebenburg und Goslar-Immenrode bzw. -Hahndorf)

Der Nordwestteil des Salzgitter-Höhenzugs, der insbesondere aus den Lichtenbergen (im Burgberg bis 254 m hoch) besteht, erstreckt sich bumerangförmig zwischen mehreren Ortsteilen von Baddeckenstedt im Westen und Nordwesten über Salzgitter-Lichtenberg im Norden bis nach Salzgitter-Gebhardshagen im Südosten. Sein nördlicher Mittelteil (im Hamberg bis 275,3 m hoch) liegt zwischen Salzgitter-Gebhardshagen im Nord-Nordwesten und Salzgitter-Bad im Süd-Südosten. Der südliche Mittelteil des Salzgitter-Höhenzugs (im Bärenkopf bis 307 m hoch) befindet sich zwischen Salzgitter-Bad im Nordwesten und Liebenburg im Südosten. Sein Südteil (in den „Vier Bergen“ bis 322,9 m hoch) liegt zwischen Liebenburg im Nordwesten und Immenrode im Südosten und Hahndorf im Süden (beides nördliche Ortsteile von Goslar).
Die Grenze zwischen den nordwestlichen Liebenbergen und nördlichem Mittelteil ist ein Abschnitt der Landesstraße 670, die Elbe-Gustedt im Westen mit Salzgitter-Gebhardshagen im Osten verbindet. Die Trennlinie zwischen nördlichem und südlichem Mittelteil verläuft an der B 248, die bei Salzgitter-Bad durch den Höhenzug führt. Die Abgrenzung zwischen südlichem Mittelteil und Südteil ist ein Abschnitt der Landesstraße 500, die Othfresen im Westen über dessen Ortsteil Heimerode mit Vienenburg im Osten verbindet. Diese drei Straßen führen jeweils durch kleine Täler bzw. Einsenkungen des Salzgitter-Höhenzugs.

## Beschreibung
Im Salzgitter-Höhenzug, der von etwa 150 km Wanderwegen durchzogen ist, entspringen einige Bäche als Zuflüsse von Innerste, Fuhse und Oker, die alle zum Einzugsgebiet der Aller gehören. In Südost-Nordwest-Richtung fällt die Höhenzugslandschaft, die insbesondere Buchenwälder auf Kalkböden trägt, allmählich ab.

## Geologie
Der Salzgitter-Höhenzug ist eine der markanten Salzstrukturen in Südostniedersachsen. Er ist in der Kreide durch den Aufstieg von Zechstein-Salzen entstanden, die die jüngeren Deckschichten des Mesozoikums sattelartig aufgewölbt haben. Die Entstehung der Salzstöcke geht auf die Zeit vor 250 Mio. Jahren zurück, als während einer ausgedehnten Periode warmen Klimas große Mengen von Salzmineralien durch Eindunstung von Meerwasser abgeschieden wurden. Dabei entstand die Gesteinsformation des Zechsteins mit einer charakteristischen Schichtenfolge von Gipsen, Salzen und anderen Gesteinen. Im weiteren Verlauf der Erdgeschichte wurden diese Formationen von Ablagerungen der Trias, des Juras, der Kreide und weiter in der Erdneuzeit von Schichten des Tertiärs und Quartärs überlagert. Unter der Last dieser Schichten begannen sich die Salzmassen plastisch zu verformen und örtlich aufzusteigen, zuerst in Form flacher Kissen, dann als Salzstöcke und gelegentlich sogar in ausgedehnten Salzmauern.
Dieser Salzaufstieg erreichte im Falle des Salzgitter-Höhenzuges in der frühen Kreidezeit einen ersten Höhepunkt; dabei bildete sich ein Hochgebiet, in dem die jüngsten Ablagerungen nun der Abtragung unterworfen wurden. Als bei dieser Abtragung die tonigen Schichten aus dem Lias und Dogger erodiert wurden, reicherten sich die darin häufig vorkommenden Toneisensteingeoden an der Erdoberfläche an und wurden unter Einfluss des damaligen warmen Klimas zu Limonit-Knollen umgewandelt. In der späteren Unterkreide („Neokom“) rückte nun das Meer wieder allmählich über das Festland von Norden her vor und spülte dabei die Limonit-Knollen und -scherben lagenweise oder in Senken am Meeresboden („Erzkolke“) zusammen. Die Eisenerze wurden danach rasch überdeckt von sandig-tonigen, später kalkigen Meeresablagerungen.
In der frühen Oberkreide bildeten sich mächtige hellgefärbte Kalkstein-Serien, Pläner genannt, die heute die hellen Umrandungen der Höhenzüge ausmachen. Auf ihnen sind viele schutzwürdige Magerrasen- und andere Trockenbiotope angesiedelt. An den Sattelflanken des Salzgitterer Höhenzuges wurden die Schichten durch die Hebung steil aufgerichtet. Die Innerstemulde bildet den nordwestlichen Abschluss der subherzynen Kreidemulde.
Gegen Ende der Kreidezeit bewirkte ein erneuter Salzaufstieg die Formung des heutigen Salzgitterer Sattels. Auf diese Art und Weise entstanden die für die Entwicklung der Salzgitterregion so bedeutsamen Eisenerzlager der „Trümmererze“ vom Typ Salzgitter: Diese Eisenerze waren im 19. und bis Mitte des 20. Jahrhunderts die Grundlage für die bis heute existierende Stahlindustrie des Großraumes Salzgitter.
Wo das Salz die Erdoberfläche erreichte, wurde es vom Grundwasser aufgelöst (Subrosion). Zurückgeblieben sind sogenannte Residualgesteine aus Gips, die den für Salzstöcke charakteristischen Gipshut bilden. Durch diese Gipse, die das Salz überlagern, wird die weitere Auflösung des Salzdiapirs weitgehend gehemmt.

## Geschichte

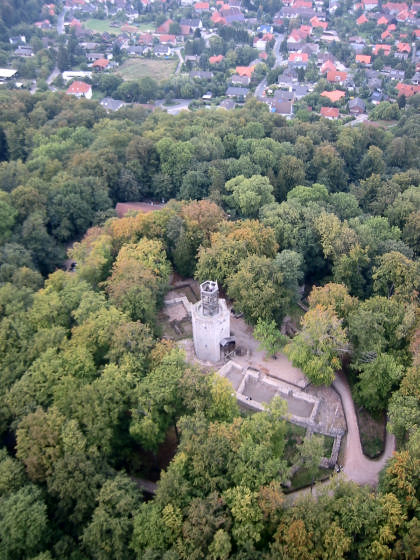
Ruine von Burg Lichtenberg von Süden, im Hintergrund der gleichnamige Ort

Nachweis einer Besiedlung am Salzgitterschen Höhenzug bereits in der Völkerwanderungszeit ist der Urnenfriedhof auf dem Flötheberg östlich Othfresen. Über den Berg verläuft ein Pass. Bei einigen Erweiterungen der Passstraße wurden Urnenreste mit Leichenbrand gefunden, die in das 3. bis 4. Jahrhundert n. Chr. datiert werden. Dass der Salzgitter-Höhenzug auch im Mittelalter besiedelt war und von Menschen aufgesucht wurde, ist zum Beispiel an der Ruine der Burg Lichtenberg erkennbar. An mehreren Stellen wurde im Höhenzug intensiv Eisenerzbergbau betrieben und Kalkstein abgebaut – zahlreiche Gebäudereste, Tagebaue (z. B. der Tagebau Haverlahwiese) und der Kalksteinbruch Salzgitter-Salder zeugen noch von dieser Zeit. In den ehemaligen Klärteichen der Bergwerke befinden sich heute teilweise kleine Stillgewässer (wie der Morgenstern- und Fortunateich sowie der Reihersee).

## Naturschutz
Auf dem Salzgitter-Höhenzug liegen die Naturschutzgebiete Tagebau Haverlahwiese, Köppelmannsberg und Speckenberg, außerdem ist nahezu der gesamte Höhenzug durch mehrere Landschaftsschutz- und Fauna-Flora-Habitat-Gebiete geschützt. Aktiven Naturschutz in seinen südlichen Lebensräumen betreibt die Natur- und Umwelthilfe Goslar e. V. Dieser Verein kauft und renaturiert Kalkhalbtrockenrasen im Bereich Hirschberg und Backenberg bei Heißum, Grevelberg, Galgenberg und Flöteberg sowie der Gipskuhle bei Othfresen. Diese Lebensräume sind bedeutend aus landesweiter Sicht sowohl aufgrund ihrer Biotop- als auch der Geotopqualitäten. Bedingt durch die geologische und daraus resultierende geomorphologische Situation entlang des Harzvorlandes waren die Kalkrippen des „Salzgitterschen Höhenzuges“ in den früheren Jahrhunderten vom Menschen, weil nicht anders nutzbar, als Weideflächen bewirtschaftet wurden. Die regelmäßige Beweidung sorgte für einen ständigen Nährstoffaustrag, verhinderten die Verbuschung und natürliche Bewaldung. Besonders genügsame, recht kleine Pflanzenarten konnten überstehen und sich ansiedeln. Wegen der geringen Wuchshöhe dieser Pflanzen kann hier von „Rasen“ gesprochen werden. Fast alle jener „Rasen“ befinden sich heute an und auf Bergkuppen. Bei diesen Flächen handelt es sich um sehr schützenswerte Kalkvegetationsflächen, die wegen der vorhandenen Flora und der sich vermehrt ansiedelnden Fauna von hoher botanischer Bedeutung der gesamten Region sind. Dies aufgrund eines hohen Bestandteiles seltener Pflanzen, deren Schutz (Rote Liste gefährdeter Arten) unbedingt geboten ist. Die Flächen sind fast alle als 28a-Biotope ausgewiesen und befinden sich im FFH-Gebiet „Salzgitterscher Höhenzug“.

## Sehenswürdigkeiten
Zu den Sehenswürdigkeiten im Nordwestteil des Salzgitter-Höhenzugs (insbesondere Lichtenberge) gehören die auf dem Burgberg (241 m) stehende Ruine der Burg Lichtenberg mit einem Aussichtsgerüst auf dem Burgturmrest und das ab 1580 erbaute Schloss Oelber bei Oelber am weißen Wege, einem Ortsteil von Baddeckenstedt. Im nördlichen Mittelteil steht auf dem Hamberg (275,3 m) der Aussichtsturm Bismarckturm.
Im südlichen Mittelteil des Höhenzugs befinden sich zwischen Salzgitter-Bad im Norden und Othfresen im Süden das Kulturdenkmal Grenzlerburg und Fundamentreste eines Aussichtsturms auf dem nördlich von Othfresen gelegenen Bärenkopf (307,0 m), der höchsten Erhebung der (Südlichen) Sieben Köpfe.
Von den Kammlagen des Höhenzugs reicht der Blick über Großteile des Salzgittergebiets, zum Harzvorland und Innerstebergland, in Richtung Norden bis nach Braunschweig und nach Süden zum Harz.

## Verkehrsanbindung
Vorbei am Salzgitter-Höhenzug führen jeweils etwa in Nord-Süd-Richtung Abschnitte der A 36 im Osten und der B 6 im Westen sowie in Südwest-Nordost-Richtung Teile der A 39 im Norden. In Südwest-Nordost-Richtung führt zwischen nördlichem und südlichem Mittelteil durch den Höhenzug die B 248 (bei Salzgitter-Bad). Außerdem führen zwei Landesstraßen (L 670 und L 500) und ein paar Kreisstraßen durch den Höhenzug.

## Erhebungen
Zu den Erhebungen des Salzgitter-Höhenzugs gehören – sortiert nach Höhenzugteilen und Höhe in Meter (m) über Normalhöhennull (NHN):
Nordwestteil (zwischen Holle und Salzgitter-Gebhardshagen):
Lichtenberge:
| - Adlershorst (254,2 m) - Burgberg (241,1 m) – mit Ruine der Burg Lichtenberg - Herzberg (237 m) - Langer Berg (230,4 m) - Kruzberg (ca. 223 m) | - Kalkrosenberg (220 m) - Lindenberg (219,2 m) - Hohe Warte (217 m) - Steinkuhlenberge (200,9 m und 195,1 m) - Bockernberg (190 m) |

Südlich der Lichtenberge und damit auch im Nordwestteil erstreckt sich ein Bergkamm, der durch das Tal des Oelber Bachs, in dem die Ortschaft Oelber am weißen Wege und die Siedlung Altenhagen liegen, von den Lichtenbergen abgetrennt ist. Er besteht aus diesen Teilen:
- Sieben Köpfe (243 m; bei Gustedt; östlicher Teil)
- Gustedter Berg (ca. 230 m; mittlerer Teil)
- Elber Berg (225 m; westlicher Teil)

Nördlicher Mittelteil (zwischen Salzgitter-Gebhardshagen und Salzgitter-Bad):
| - Hamberg (275,3 m) – mit Bismarckturm - Dahlenberg (263,8 m; westlich vom Haus Harbeck) - Knickeln Berg (263,6 m; südlich vom Dahlenberg) - Schellenberg (259,9 m; nördlich vom Haus Harbeck) - Königsberg (241,9 m; bei Calbecht) - Herzberg (ca. 238 m) - Großer Vorberg (ca. 235 m) - Kleiner Vorberg (228,1 m) - Vorberg (226,0 m) | - Troppberg (ca. 223 m) - Heinemannshöhe (222,2 m) - Friesenberg (217 m) - Hackelnberg (ca. 215 m) - Ziesberg (ca. 200 m) - Schneidlersberg (198,0 m und 192,3 m; östlich der L 472) - Fuchsberg (192,3 m; östlich der L 472) - Galberg (ca. 162 m) |

Südlicher Mittelteil (zwischen Salzgitter-Bad und Liebenburg):
| - Sieben Köpfe (bei Othfresen; ihr höchster ist): - Bärenkopf (307,0 m) – früher mit Aussichtsturm - Döhrenberg (ca. 240 m) | - Rohenberg (ca. 240 m) - Lewer Berg (227,0 m) - Kassebusch (204,2 m) |

Südteil (zwischen Liebenburg und Goslar-Immenrode):
| - Vier Berge (322,9 m) - Fischerköpfe (309,1 m) - Querberg (303,4 m) - Königsberg (293,9 m; bei Weddingen) - Meseburg (291,0 m) - Bohnenberg (ca. 289 m) - Barley (288,4 m) - Langenberg (287,3 m) - Glockenberg (284,4 m) | - Schneeberg (282,6 m) - Försterberg (279,2 m) - Frankenberg (269,2 m) - Grotenberg (256,1 m) - Heimberg (ca. 242 m) - Stobenberg (ca. 232 m) - Galgenberg (ca. 215 m) - Flöteberg (ca. 213 m) - Grevelberg (ca. 204 m) |

## Gewässer

### Fließgewässer
Die im Salzgitter-Höhenzug entspringenden Bäche entwässern in verschiedene Himmelsrichtungen über folgende im Uhrzeigersinn aufgezählten Flüsse:
- Die Fuhse, die den Höhenzug im Norden und Osten Richtung Nordwesten passiert, nimmt u. a. auf:
  - Westerlinder Bach
  - Osterlinder Bach
  - Mühlgraben Bruchmachtersen (Sukopsmühle)
  - Ahrbeek
  - Mühlgraben Gebhardshagen
  - Calbechter Bach
- Die Warne entspringt im südlichen Mittelteil am Döhrenberg, sie ist ein nach Osten gerichteter Zufluss der Oker, in sie münden:
  - Fuchsbach (Salzgitter-Bad)
  - Ostwinkelbach (Salzgitter-Bad)
  - Stobenbergbach (Liebenburg)
  - Krummbach (bei Groß Döhren) mit Wehrer Bach (bei Klein Döhren)
- Der Weddebach entspringt südlich des Gebiets beim Grauhof Brunnen, fließt Richtung Norden zur Oker und nimmt den
  - Hellbach (auch Königsbergbach) bei Weddingen auf.
- Die Innerste passiert den Höhenzug im Westen Richtung Nordwesten und nimmt alle westwärts abfließenden Bäche auf:
  - Jerstedter Bach (Hahndorf)
  - Süllbach (Hahndorf) als Abfluss aus dem Morgensternteich
  - Dörnter Bach
  - Heißumer Bach
  - Hainbach als Abfluss aus dem Oberen Solenteich und der Grevelquelle
  - Westerbeek (bei Haverlah)
  - Hengstebach (bei Steinlah) mit
    - Landwehrgraben (zwischen Gustedt und Steinlah)
    - Pfingstangergraben (bei Gustedt)

  - Oelber Bach
  - Hilgenbeek (bei Wartjenstedt)

### Stillgewässer

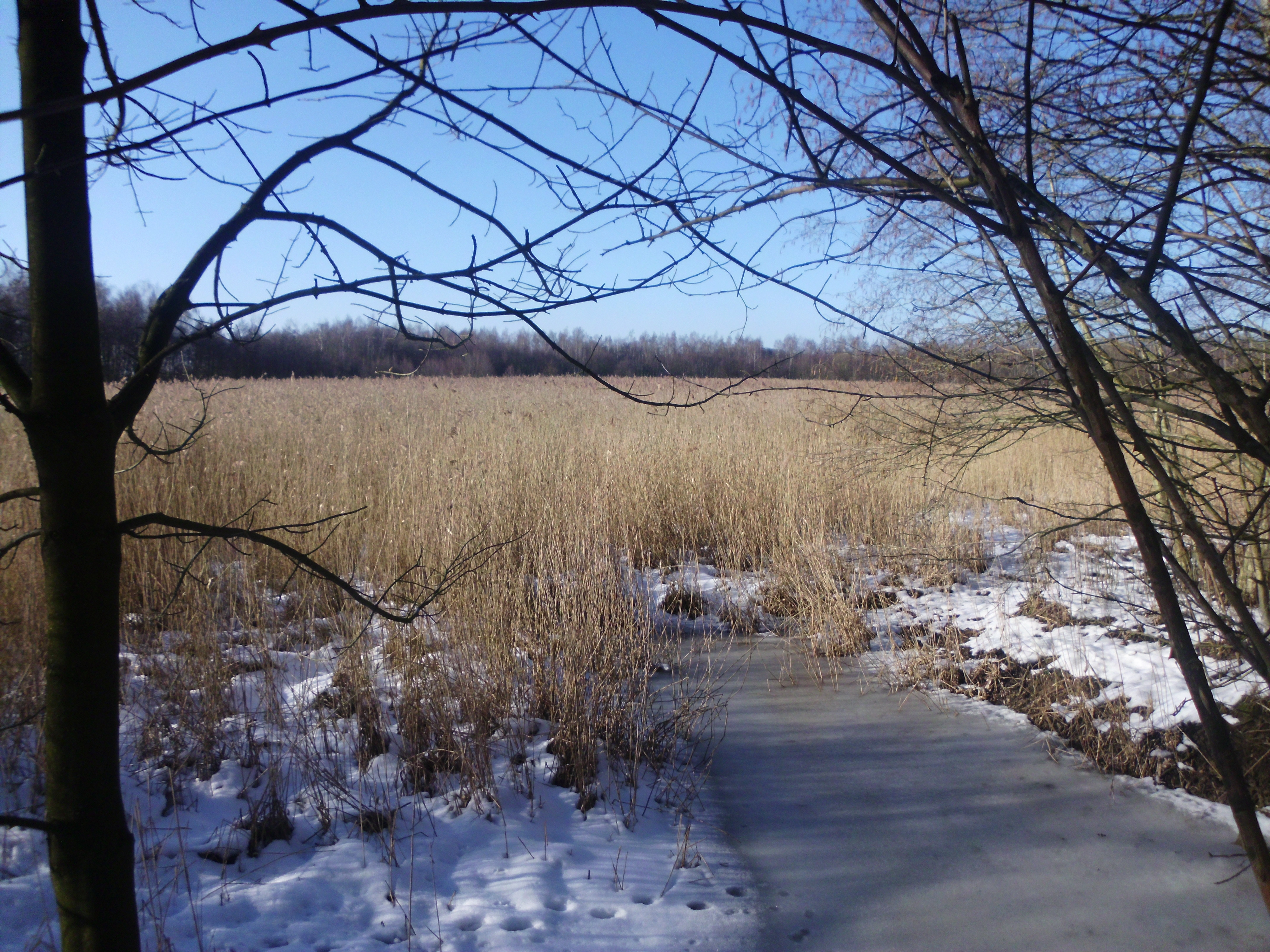
Mit Röhrichtvegetation bedeckter und zumeist trockenliegender Fortunateich zwischen Heißum und Groß Döhren

Zu den Stillgewässern im und am Salzgitter-Höhenzug gehören:
- Reihersee – im Norden des nördlichen Mittelteils; südwestlich von Salzgitter-Gebhardshagen
- Fortunateich – im Norden des Südteils; östlich von Liebenburg-Heißum
- Morgensternteich – im Süden des Südteils; nordöstlich von Goslar-Hahndorf

## Ortschaften

### Ortschaften im Naturraum Salzgitter-Höhenzug
Die Grenze des Naturraums verläuft überwiegend an den Hängen des Höhenzuges, entsprechend sind die Wohngebiete von folgenden Gemeinden und deren Ortsteilen in ihm gelegen (im Uhrzeigersinn):
- Baddeckenstedt (Landkreis Wolfenbüttel) am Nordwestende
  - Oelber am weißen Wege
  - Rhene (Randlage)
- Burgdorf (Landkreis Wolfenbüttel)
  - Söhlder Wald
- Salzgitter (kreisfreie Stadt) – in den nördlichen Teilen
  - Gebhardshagen – am Übergang Nordwestteil zum nördlichen Mittelteil
  - Engerode, westlich von Calbecht, das in Grenzlage liegt
  - Bad – am Übergang vom nördlichen zum südlichen Mittelteil
  - Gitter – bei Salzgitter Bad am Westrand des Höhenzuges
- Liebenburg (Landkreis Goslar) – am Übergang vom nördlichen zum südlichen Mittelteil
  - Liebenburg (ohne Ortsteil Lewe)
- Stadt Goslar – nördlicher Harzrand (Landkreis Goslar)
  - Hahndorf – südlich des Südteils

### Ortschaften in Randlage des Höhenzugs
Zu den Ortschaften in unmittelbarer Randlage am Salzgitter-Höhenzug (etwa im Uhrzeigersinn) gehören:
- Baddeckenstedt:
  - Wartjenstedt – westlich vom westlichen Ende des Nordwestteils
- Burgdorf
  - Westerlinde – nördlich des Nordwestteils
- Salzgitter – in nördlichen Teilen vom Nordwestteil und des nördlichen Mittelteils (kreisfreie Stadt)
  - Osterlinde – nördlich des Nordwestteils
  - Lichtenberg – nördlich des Nordwestteils
  - Calbecht
  - Hohenrode
- Liebenburg (Landkreis Goslar)
  - Groß Döhren und Klein Döhren – östlich des Südteils
  - Dörnten – westlich des Südteils
  - Heißum
  - Othfresen – südlich des südlichen Mittelteils
- Stadt Goslar – nördlicher Harzrand (Landkreis Goslar)
  - Weddingen – südöstlich des Südteils
  - Immenrode – südlich des Südteils
- Haverlah (Samtgemeinde Baddeckenstedt, Landkreis Wolfenbüttel) – südwestlich des nördlichen Mittelteil:
  - Haverlah
  - Steinlah
- Elbe – südlich des Nordwestteils
  - Groß Elbe
  - Klein Elbe
  - Gustedt